# Ad Infinitum (gruppo musicale)
Gli Ad Infinitum sono un gruppo musicale symphonic metal svizzero-tedesco fondato dalla cantante Melissa Bonny nel 2018 a Montreux.

## Storia
Il gruppo è stato fondato nel 2018 a Montreux come progetto solista di Melissa Bonny, già cantante dei Rage of Light e degli Evenmore. Nel novembre dello stesso hanno ha pubblicato il suo singolo di debutto, I Am the Storm, registrato con l'aiuto di altri musicisti tra cui l'ex chitarrista dei Delain Timo Somers, e ha lanciato una proficua raccolta di fondi per la produzione di un album. Successivamente nel 2019 si sono aggiunti come membri stabili Adrian Theßenvitz, Jonas Asplind e Niklas Müller, portando la band a siglare un contratto con l'etichetta discografica austriaca Napalm Records.
Il 31 gennaio 2020 il gruppo ha annunciato il suo album di debutto, intitolato Chapter I: Monarchy e poi pubblicato il successivo 3 aprile, pubblicando inoltre tre singoli estratti dall'album: Marching on Versailles (31 gennaio), See You in Hell (28 febbraio) e Live Before You Die (27 marzo). Il 4 dicembre successivo il gruppo ha inoltre pubblicato una versione acustica dell'album. Nello stesso periodo è stato annunciato l'abbandono del gruppo da parte di Asplind per problemi ad un ginocchio e la sua sostituzione con Korbinian Benedict, confermando di essere al lavoro su un secondo album.
L'annuncio della pubblicazione del secondo album, Chapter II: Legacy, è arrivato il 26 agosto 2021 e l'almbum è stato pubblicato il 29 ottobre 2021 in concomitanza col singolo Unstoppable.

## Formazione
Attuale
- Melissa Bonny – voce (2018-presente)
- Adrian Theßenvitz – chitarra (2019-presente)
- Niklas Müller – batteria (2019-presente)
- Korbinian Benedict – basso (2020-presente)

Ex componenti
- Jonas Asplind – basso (2019-2020)

## Discografia

### Album in studio
- 2020 – Chapter I: Monarchy
- 2020 – Chapter I Revised
- 2021 – Chapter II: Legacy
- 2023 – Chapter III: Downfall

### Singoli
- 2018 – I Am the Storm
- 2020 – Marching on Versailles
- 2020 – See You in Hell
- 2020 – Live Before You Die
- 2020 – Fire and Ice
- 2021 – Unstoppable
- 2021 – Afterlife (feat. Nils Molin)
- 2021 – Animals
- 2021 – Inferno
- 2023 - Eternal Rains
- 2023 – Seth
- 2023 – Somewhere Better
- 2023 - Upside Down
- 2023 - Legends (featuring Chrigel Glanzmann)
- 2024 - Outer Space